# Haworthia tradouwensis
Haworthia tradouwensis är en grästrädsväxtart som beskrevs av Ingo Breuer. Haworthia tradouwensis ingår i släktet Haworthia och familjen grästrädsväxter. Inga underarter finns listade i Catalogue of Life.